# Sebastian Grønning
Sebastian Grønning Andersen (Aalborg, 3 febbraio 1997) è un calciatore danese, attaccante dell'Ingolstadt 04.

## Carriera
Cresciuto nel settore giovanile dell'Aalborg, debutta in prima squadra il 17 luglio 2016 in occasione dell'incontro di Superligaen; nel settembre seguente subisce un infortunio alla caviglia che lo costringe ad uno stop di cinque mesi.
Il 6 luglio si trasferisce all'Hobro, neopromosso in massima divisione; vi rimane per due stagioni collezionando 27 presenze condite da due reti.
Nel 2019 scende di categoria firmando con lo Skive; l'anno seguente passa al Viborg con cui conquista la promozione in Superligaen vincendo il campionato e laureandosi capocannoniere con 23 reti.

## Statistiche

### Presenze e reti nei club
Statistiche aggiornate al 30 novembre 2021.
| Stagione        | Squadra         | Campionato      | Campionato | Campionato | Coppe nazionali | Coppe nazionali | Coppe nazionali | Coppe continentali | Coppe continentali | Coppe continentali | Altre coppe | Altre coppe | Altre coppe | Totale | Totale |
| Stagione        | Squadra         | Comp            | Pres       | Reti       | Comp            | Pres            | Reti            | Comp               | Pres               | Reti               | Comp        | Pres        | Reti        | Pres   | Reti   |
| --------------- | --------------- | --------------- | ---------- | ---------- | --------------- | --------------- | --------------- | ------------------ | ------------------ | ------------------ | ----------- | ----------- | ----------- | ------ | ------ |
| 2016-2017       | Aalborg         | SL              | 12         | 0          | CD              | 1               | 0               |                    | -                  | -                  |             | -           | -           | 13     | 0      |
| 2017-2018       | Hobro           | SL              | 14         | 2          | CD              | 2               | 1               |                    | -                  | -                  |             | -           | -           | 16     | 3      |
| 2018-2019       | Hobro           | SL              | 23         | 0          | CD              | 1               | 1               |                    | -                  | -                  |             | -           | -           | 24     | 1      |
| 2019-2020       | Skive           | 1D              | 31         | 14         | CD              | 0               | 0               |                    | -                  | -                  |             | -           | -           | 31     | 14     |
| 2020-2021       | Viborg          | 1D              | 30         | 23         | CD              | 0               | 0               |                    | -                  | -                  |             | -           | -           | 30     | 23     |
| 2021-2022       | Viborg          | SL              | 17         | 6          | CD              | 1               | 0               |                    | -                  | -                  |             | -           | -           | 18     | 6      |
| Totale carriera | Totale carriera | Totale carriera | 129        | 45         |                 | 5               | 2               |                    | -                  | -                  |             | -           | -           | 134    | 47     |

## Palmarès

### Club
- Campionato danese di seconda divisione: 1

Viborg: 2020-2021

### Individuale
- Capocannoniere della 1. Division: 1

2020-2021 (23 gol)